# Simpang III Sipin
Simpang III Sipin is een bestuurslaag in het regentschap Jambi van de provincie Jambi, Indonesië. Simpang III Sipin telt 18.541 inwoners (volkstelling 2010).